# Parabangalaia
Parabangalaia is een kevergeslacht uit de familie van de boktorren (Cerambycidae). De wetenschappelijke naam van het geslacht werd voor het eerst geldig gepubliceerd in 1946 door Breuning.

## Soorten
Parabangalaia is monotypisch en omvat slechts de volgende soort:
- Parabangalaia flavosignata Breuning, 1946